# Amblyomma americanum
Amblyomma americanum is een teek uit de familie van de schildteken (Ixodidae). 

## Kenmerken
Deze bruine teek heeft een rugschild met putjes en vier gelijke pootparen. In het midden van het schild bevindt zich een heldere vlek. De tekensoort kan het alfa-galsyndroom overbrengen, een allergie voor rood vlees.

## Verspreiding en leefwijze
Deze soort komt algemeen voor in het oosten van Canada en vanaf het zuiden van de Verenigde Staten via Mexico en Midden-Amerika tot noordelijk Zuid-Amerika in graslanden.

Verspreidingsgebied